# Форуа
Форуа (баск. Forua, ісп. Forua) — муніципалітет в Іспанії, у складі автономної спільноти Країна Басків, у провінції Біская. Населення — 1016 осіб (2009).
Муніципалітет розташований на відстані близько 340 км на північ від Мадрида, 21 км на схід від Більбао.
На території муніципалітету розташовані такі населені пункти: (дані про населення за 2009 рік)
- Бальдатіка: 19 осіб
- Елехальде-Форуа: 569 осіб
- Армочеррі: 78 осіб
- Ачондоа: 140 осіб
- Гайтока: 44 особи
- Ландаберде: 122 особи
- Урберуага: 44 особи

## Демографія
Динаміка населення (INE ):

## Галерея зображень

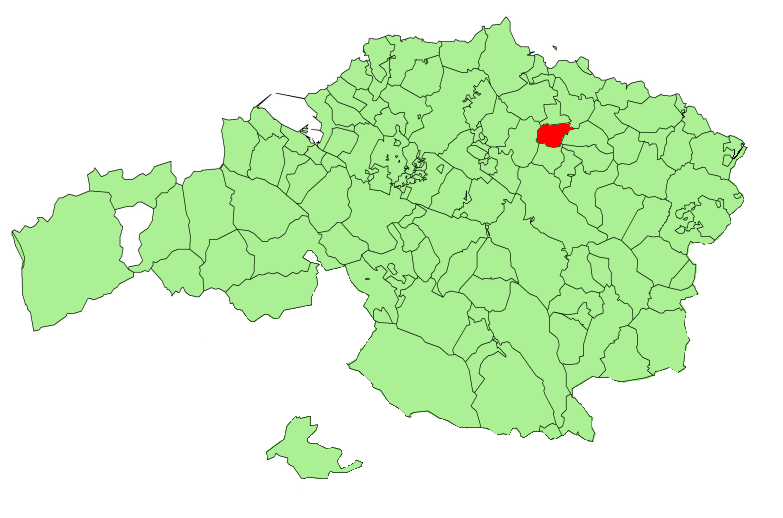
Розташування муніципалітету
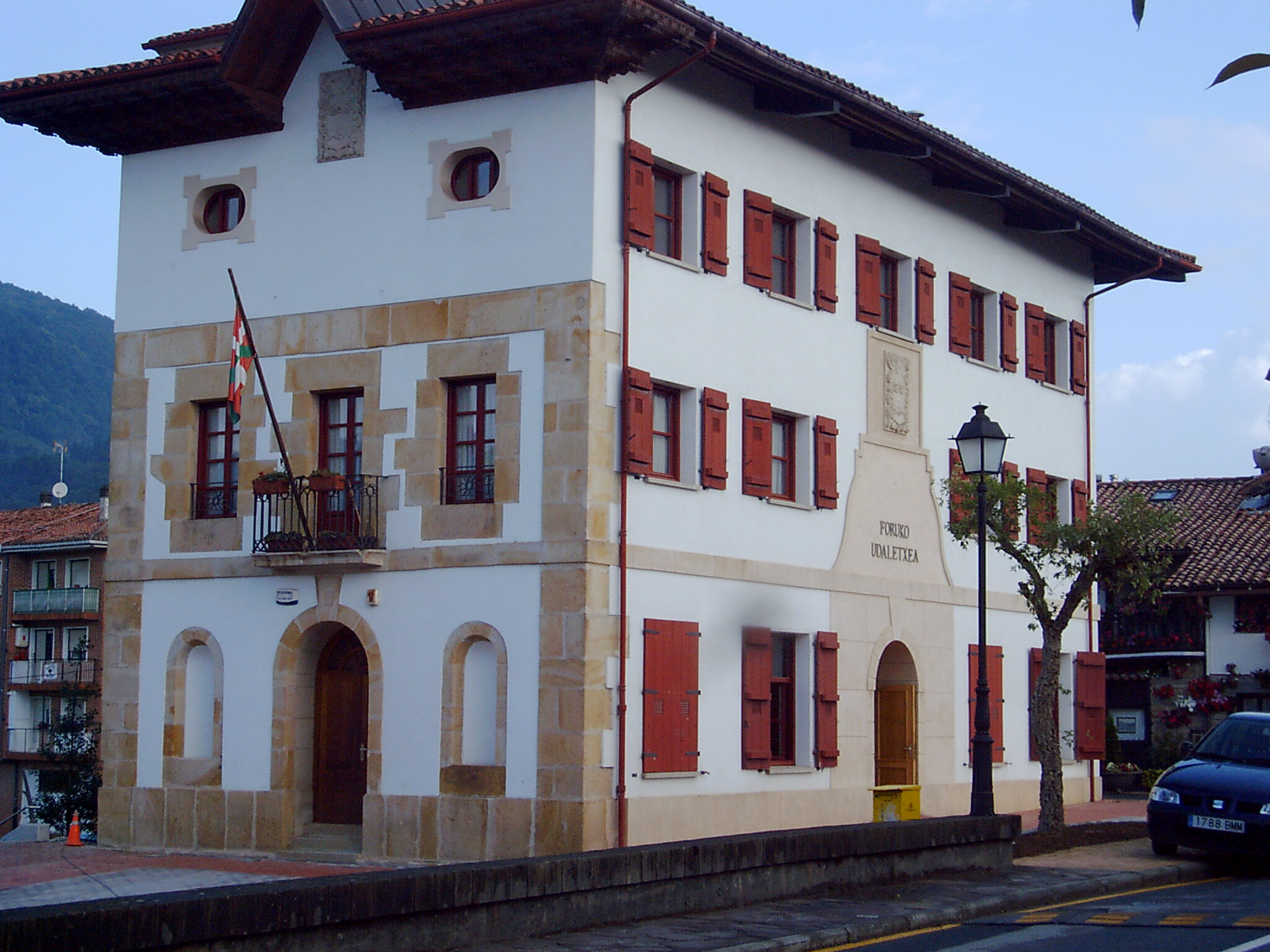
Муніципальна рада